# Urszula Ferenc
Urszula Ferenc (ur. 27 września 1962 w Nowym Sączu) – polska artystka fotograf, uhonorowana tytułem Artiste FIAP (AFIAP). Członkini i Artysta Fotoklubu Rzeczypospolitej Polskiej Stowarzyszenia Twórców (AFRP).

## Życiorys
Urszula Ferenc związana z nowosądeckim środowiskiem fotograficznym – mieszka, pracuje, tworzy w Nowym Sączu. Z fotografią artystyczną związana od 2009 roku. Miejsce szczególne w jej twórczości zajmuje fotografia artystyczna, fotografia koncertowa, fotografia krajobrazowa, fotografia krajoznawcza, fotografia kreacyjna, fotografia uliczna oraz makrofotografia. Za pracę na rzecz fotografii oraz fotograficzną twórczość artystyczną została uhonorowana Srebrnym Jabłkiem Sadeckim – odznaką przyznawaną przez starostę nowosądeckiego, za zasługi dla Sądecczyzny. Za osiągnięcia w dziedzinie twórczości fotograficznej oraz promowanie gminy Krynicy-Zdroju została uhonorowana dyplomem burmistrza Krynicy-Zdroju.
Urszula Ferenc jest autorką i współautorką wielu wystaw fotograficznych; indywidualnych i zbiorowych, poplenerowych oraz pokonkursowych. Bierze aktywny udział w Międzynarodowych Salonach Fotograficznych, organizowanych (między innymi) pod patronatem FIAP, zdobywając wiele akceptacji, nagród, wyróżnień, dyplomów, listów gratulacyjnych. Jej fotografie były prezentowane między innymi w Bułgarii, Czarnogórze, Czechach, Indiach, na Ukrainie oraz w Polsce. W 2019 roku została przyjęta w poczet członków Fotoklubu Rzeczypospolitej Polskiej Stowarzyszenia Twórców (legitymacja nr 447). 
Pokłosiem udziału w Międzynarodowych Salonach Fotograficznych (pod patronatem FIAP) było przyznanie Urszuli Ferenc (w 2018 roku) tytułu honorowego Artiste FIAP (AFIAP) – przez Międzynarodową Federację Sztuki Fotograficznej FIAP, z siedzibą w Luksemburgu.

## Nagrody
- Srebrne Jabłko Sądeckie[7]

## Wystawy zbiorowe
- W kolorach ciszy – Beskid Niski (2017)
- Decennium (2019)
- Decennium (2020)
- Roztoczańskie impresje (2021)[13]
- Krajobraz światłem malowany – Galeria Sztuki w Buryni (Ukraina 2022)[14][15]
- Krajobraz światłem malowany – Biblioteka im. W. Wynnyczenki w Kijowie (Ukraina 2022)[16]
- Krajobraz światłem malowany – Biblioteka Regionalna w Czernichowie (Ukraina 2023)[17]
- Krajobrazy światłem malowane – Połtawa (Ukraina 2023)[18]
- Roztoczańskie impresje – Nowy Sącz (2023)[19]
- Muzyczne portrety – Sądecka Biblioteka Publiczna (Nowy Sącz 2024)[20]

Źródło

## Rodzina
Mężem Urszuli Ferenc jest polski artysta fotograf – Paweł Ferenc.